# Мунши, Канайялал Манеклал
Канайялал Манеклал Мунши (англ. Kanaiyalal Maneklal Munshi; 30 декабря 1887 — 8 февраля 1971), более известный как К. М. Мунши — индийский политик, адвокат, активист индийского национально-освободительного движения, журналист и писатель
. По профессии адвокат, Мунши позднее занялся политической и литературной деятельностью. Является известной фигурой в гуджаратской литературе. В 1938 году основал в Бомбее образовательный центр Бхаратия видья бхаван. В 1952—1957 годах — губернатор штата Уттар-Прадеш. В 1959 году участвовал в создании правой партии Сватантра.
В честь Мунши названы улицы в Мумбаи и Джайпуре, школа в Тривандраме. В 1988 году в его честь в Индии была выпущена почтовая марка.